# Minarni
Minarni (* 10. Mai 1944 in Pasuruan; † 14. Mai 2003 in Jakarta, auch bekannt als Minarni Sudaryanto) war eine indonesische Badmintonspielerin. Sie wurde 1975 Weltmeisterin mit der indonesischen Damenmannschaft.

## Karriere
Im Endspiel um den Uber Cup 1975 traf das aufstrebende indonesische Team einmal mehr auf Japan und gewann in dieser Saison erstmals das Endspiel. Minarni siegte dabei in beiden Doppeln.
In den Einzeldisziplinen gewann Minarni 1962 mit Retno Koestijah die Doppelwertung bei den Asienspielen. 1966 verteidigten beide diesen Titel während es 1970 nur noch zu Silber reichte. 1968 siegten Koestijah und Minarni bei den All England.

## Erfolge
| Saison | Veranstaltung                       | Disziplin   | Platz | Name                      |
| ------ | ----------------------------------- | ----------- | ----- | ------------------------- |
| 1960   | Malaysia Open                       | Dameneinzel | 1     | Minarni                   |
| 1962   | Asienspiele                         | Dameneinzel | 1     | Minarni                   |
| 1962   | Asienspiele                         | Damendoppel | 1     | Minarni / Retno Koestijah |
| 1962   | Asienmeisterschaft                  | Dameneinzel | 1     | Minarni                   |
| 1966   | Asienspiele                         | Mixed       | 3     | Wong Pek Sen / Minarni    |
| 1966   | Asienspiele                         | Dameneinzel | 3     | Minarni                   |
| 1966   | Asienspiele                         | Damendoppel | 1     | Minarni / Retno Koestijah |
| 1966   | Malaysia Open                       | Dameneinzel | 1     | Minarni                   |
| 1967   | Indonesische Badmintonmeisterschaft | Dameneinzel | 1     | Minarni                   |
| 1967   | Indonesische Badmintonmeisterschaft | Damendoppel | 1     | Minarni / Retno Koestijah |
| 1968   | All England                         | Damendoppel | 1     | Minarni / Retno Koestijah |
| 1968   | All England                         | Dameneinzel | 2     | Minarni                   |
| 1969   | Canada Open                         | Mixed       | 1     | Darmadi / Minarni         |
| 1969   | Canada Open                         | Damendoppel | 1     | Retno Koestijah / Minarni |
| 1969   | All England                         | Dameneinzel | 3     | Minarni                   |
| 1969   | All England                         | Damendoppel | 3     | Minarni / Retno Koestijah |
| 1970   | Asienspiele                         | Damendoppel | 2     | Minarni / Retno Koestijah |
| 1970   | Asienspiele                         | Dameneinzel | 3     | Minarni                   |